# Lista Velog Mista
Udruga Lista Veloga Mista (LVM, naziv dolazi od kultne serije "Velo misto") je nastala 2005. godine u Splitu, promjenom imena Kluba poduzetnika, obrtnika i građana Splita. Prvi predsjednik je poduzetnik Ilija Naletilić. Pod nazivom "Nezavisna lista Željka Jerkova" na lokalnim izborima iste godine dobivaju 4 vijećnička mandata u Gradskom vijeću Grada Splita, pa tako postaju odlučujući čimbenik prilikom formiranja splitske gradske vlasti. Zaključenjem pisanog sporazuma o zajedničkim projektima priklanjaju se HDZ-u te im prepuštaju obnašanje izvršne vlasti (Poglavarstvo na čelu s Gradonačelnikom Zvonimirom Puljićem). Političko djelovanje ograničavaju na predsjedanje Gradskim vijećem (Željko Jerkov), gradske vijećnike Nedu Makjanić-Kunić, Silvana Bralića i Hrvoja Marušića te rad svojih članova u nadzornim odborima komunalnih tvrtki i upravnim vijećima gradskih ustanova. 
U proljeće 2007. godine iz redova LVM istupa Hrvoje Marušić, nastavljajući kao nezavisni vijećnik djelovati u klubu vijećnika LVM. Iste godine zbog nezadovoljstva ostvarenim LVM dovodi do smjenjivanja Zvonimira Puljića te imenovanja za Gradonačelnika Grada Splita Ivana Kureta (HDZ).
Početkom listopada 2008. godine objavljuju raskidanje sporazuma s HDZ-om te zahtjeve za razrješenjem svih svojih članova u nadzornim odborima i upravnim vijećima gradskih poduzeća i ustanova. To obrazlažu HDZ-ovim neispunjavanjem sporazumom preuzetih obveza na ostvarivanju za građane važnih projekata.  
Poznatiji članovi LVM su poduzetnici Željko Jerkov (bivši košarkaš), Neda Makjanić-Kunić, Silvano Bralić, Ilija Naletilić, Igor Bagarić, Marina Wallner i drugi.